# Étienne de Gévaudan
 (décembre 2013).
Étienne (Stephanus), mort en 970, fut vicomte de Gévaudan de 954 à 970. Il était fils de Bertrand, vicomte de Gévaudan, et d'Ermengarde.
Il gouvernait Saint-Julien de Brioude et Mende, et domina le sud de l'Auvergne. Bien qu'il en ait eu la puissance, il ne porta pas le titre de « comte de Gévaudan », encore que ce titre lui fût attribué quelques siècles plus tard par la tradition érudite.
Il épousa en premières noces une prénommée Anne (attestée en 943). De ce mariage, il eut probablement une fille : 
- Emildis, mariée à Roubaud Ier, comte de Provence.

Veuf, vers 967 il se remaria avec Adélaïde d'Anjou († 1026), fille de Foulque II, comte d'Anjou et de Gerberge. Ils eurent :
- Pons Ier († entre 1016 et 1018), comte de Gévaudan ;
- Étienne II, évêque du Puy contesté[1] ;
- Bertrand ;
- Philippa (mariée avec Guillaume comte d"Auvergne, nommée Berthe selon FamiliaGenea et autres, mais Philippa pour Wikipedia).

## Sources et bibliographie
- Christian Settipani, La Préhistoire des Capétiens (Nouvelle Histoire généalogique de l'auguste maison de France, vol. 1), Villeneuve-d'Ascq, éd. Patrick van Kerrebrouck, 1993, 545 p. (ISBN 978-2-95015-093-6).
- Christian Settipani, La Noblesse du Midi Carolingien, Oxford, Linacre College, Unit for Prosopographical Research, coll. « Occasional Publications / 5 », 2004, 388 p. (ISBN 1-900934-04-3).